# ۱۳۷۲ (میلادی)
۱۳۷۲ (میلادی) هزار و سیصد و هفتاد و دومین سال تقویم میلادی است.

## درگذشتگان
‎